# Schlacht von Senafe
Halai – Coatit – Senafe – Debra Ailà – Amba Alagi – Mek'elē – Adua
In der Schlacht von Senafe vernichteten am 15. bzw. 16. Januar 1895 italienische Kolonialtruppen jene Reste des tigrinischen Heeres, die sich nach der am Vortag geschlagenen Schlacht von Coatit zurückgezogen hatten. Beide Schlachten werden von einigen Historikern als Beginn des Italienisch-Äthiopischen Krieges eingeordnet, während andere sie noch dem Ende des vorangegangenen Eritreakrieges zuordnen.

## Ausgangslage
Um einer Invasion des italienischen Generals Oreste Baratieri in die äthiopische Provinz Tigray zuvorzukommen, war der Herrscher von Tigray, Ras Mengesha Yohannes in Italienisch-Eritrea eingefallen. In der Schlacht von Coatit war er jedoch am 13. bzw. 14. Januar 1895 von Baratieri abgewehrt worden. Ras Mengeshas Heer hatte dabei von einst 10.000 Mann bereits 4500 Mann an Toten und Verwundeten verloren sowie nahezu alle Munition für die wenigen Gewehre verbraucht.

## Angriff auf Senafe
Den Rest seines Heeres wollte Ras Mengesha nach Tigray zurückführen und dort mit Reserven wiederauffüllen. Er kam jedoch nicht weit. Schon am Abend des 15. Januar wurde er von dem ihn verfolgenden Baratieri im nahe Coatit gelegenen Senafe eingeholt. Auf dem Berg Amba Tericà am Nordrand der Senafe-Senke ging die Artilleriebatterie des Hauptmanns Ciccodicola in Stellung. Im Verlauf des italienischen Artilleriebeschusses und der bis zum nächsten Morgen andauernden Kämpfe verlor Ras Mengesha weitere 2000 Mann, darunter einige seiner besten Heerführer. Nur mit Mühe gelang Ras Mengesha mit wenigen verbliebenen Getreuen die Flucht nach Tigray. Die Italiener hingegen, die die ganze Nacht durch nachrückende Einheiten weiter verstärkt worden waren, zählten nach der Schlacht etwa 4000 Mann. Das gesamte Lager Ras Mengeshas fiel in ihre Hände.

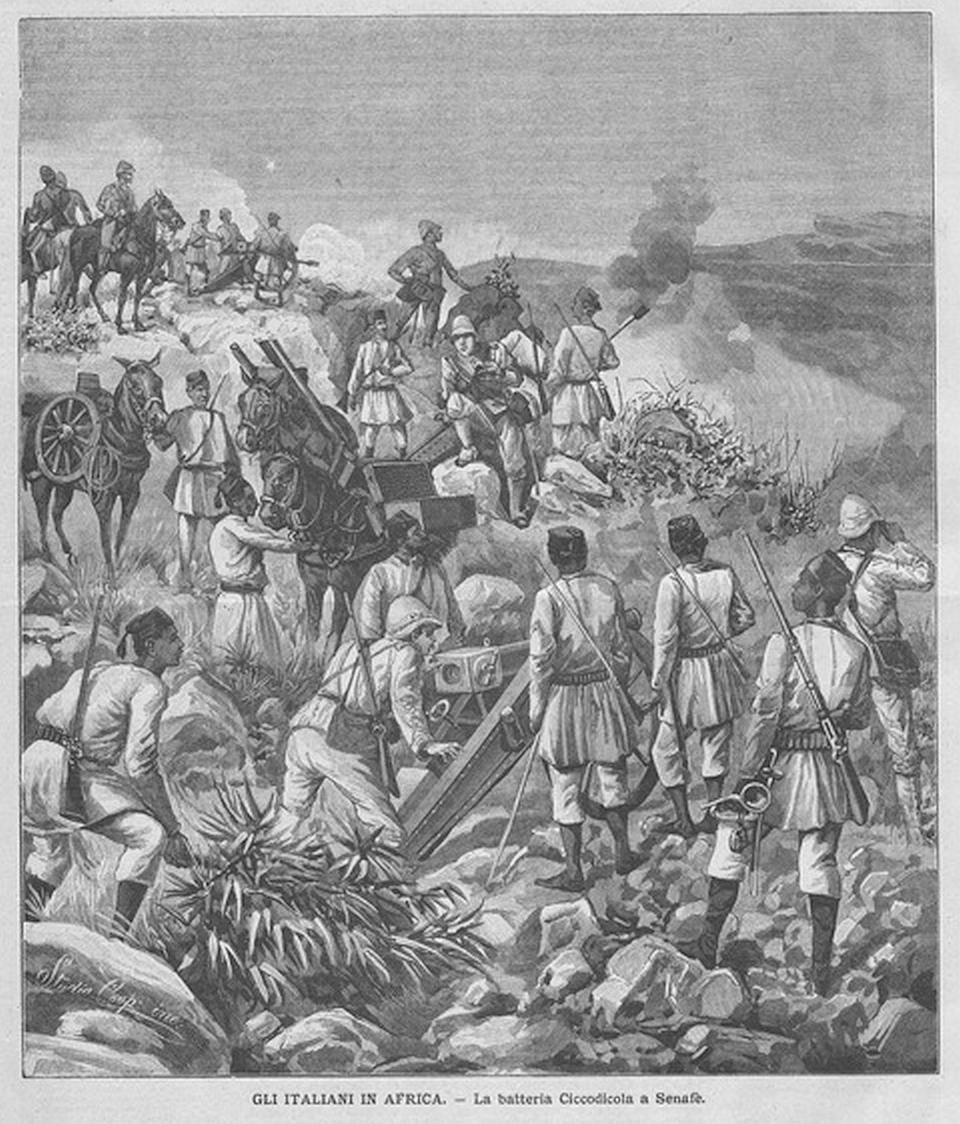
Batterie des Hauptmanns Ciccodicola bei Senafe („Il Secolo Illustrato“)
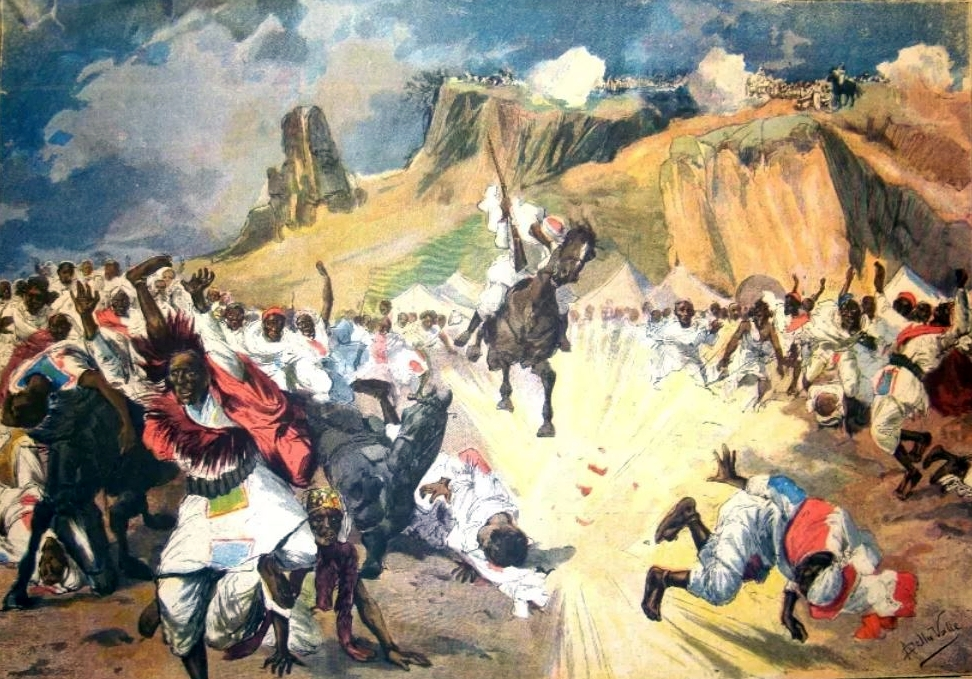
Baratieris Angriff auf Ras Mengeshas Lager („La Tribuna Illustrata“)
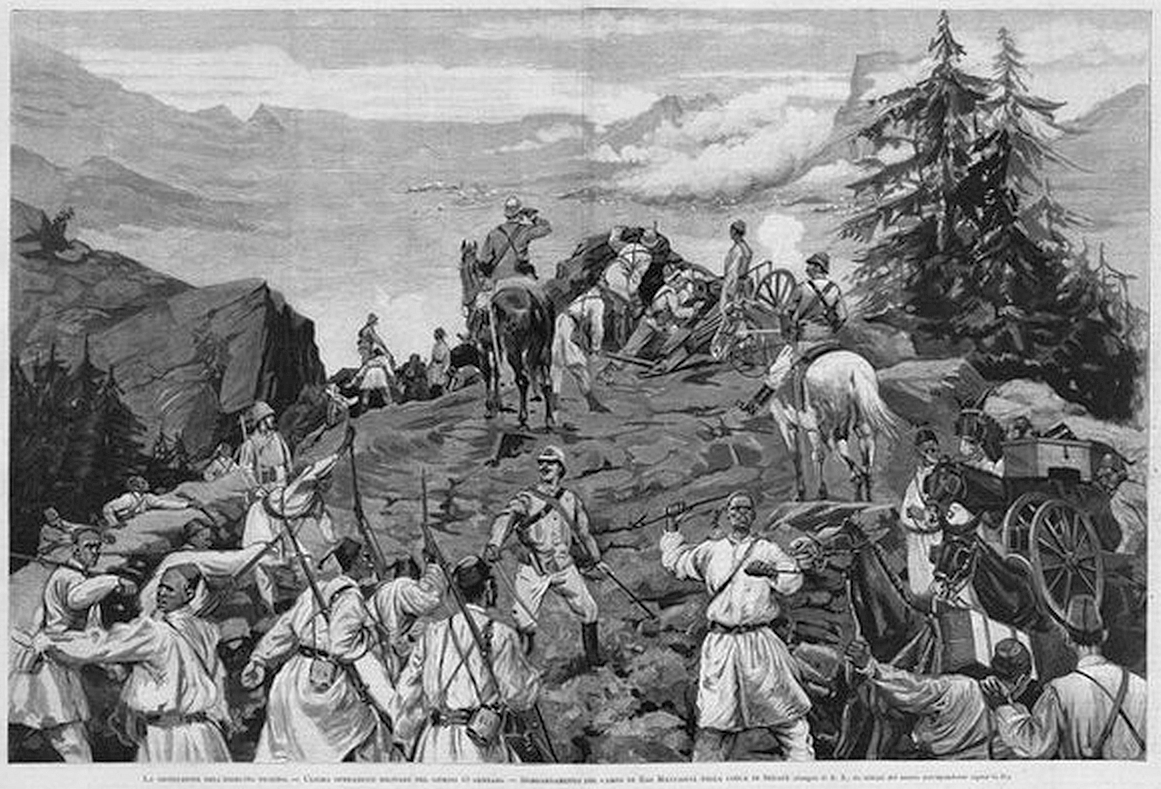
Italiener beim Beschuss der Senafe-Senke („L’Illustrazione Italiana“)

## Invasion Tigrays
Die nahezu vollständige Niederlage und die Zerschlagung des tigrinischen Heeres machte den Weg frei für eine großangelegte und weitreichende Invasion Tigrays. Bei Senafe sammelte Baratieri seine Truppen und noch im Januar 1895 besetzten die Italiener Adua, Adigrat und Tigrays Hauptstadt Mek’ele. Mit Beginn der Regenzeit im April 1895 unterbrachen sie ihren Vormarsch und räumten zumindest Adua wieder. Ras Mengesha lagerte mit seinen restlichen Truppen bei Mek’ele ganz in der Nähe der Italiener und stellte mit Ras Alula Engida ein neues Heer auf.

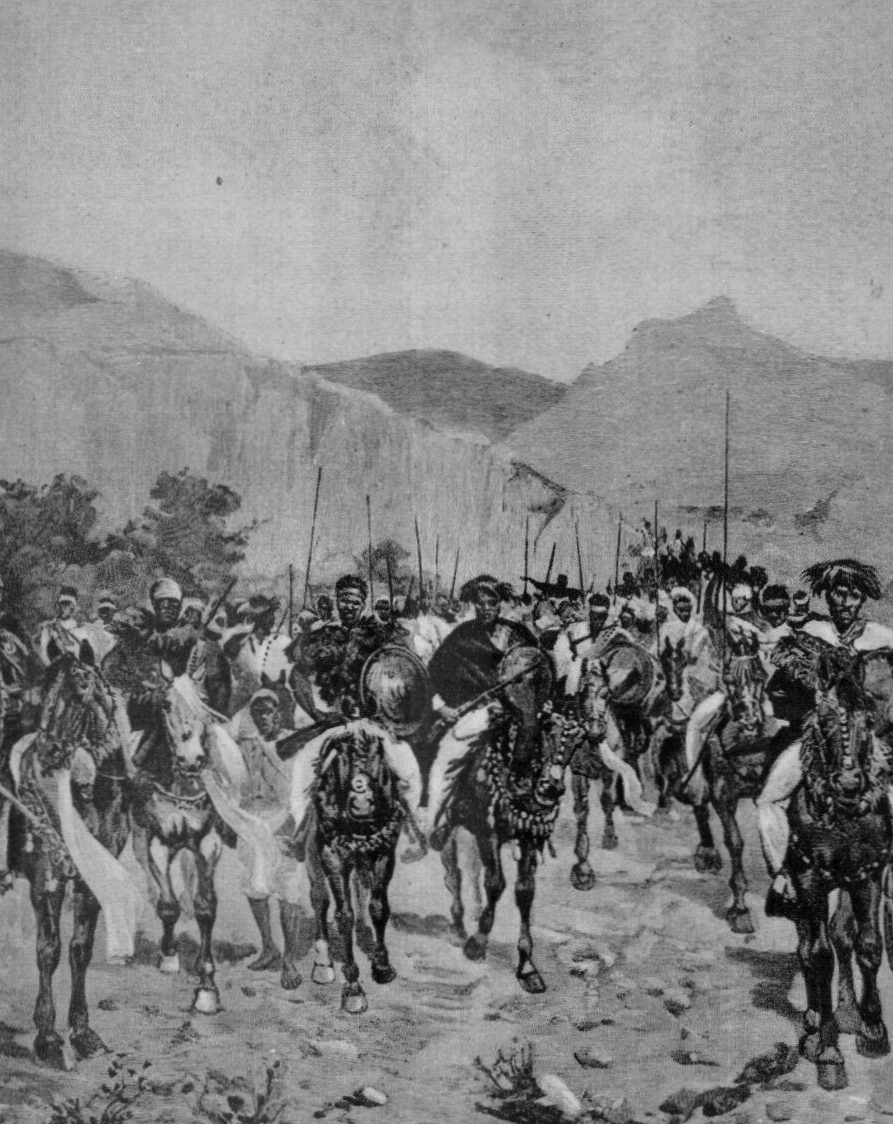
Ras Mengesha (links) auf dem Rückmarsch („L’Illustrazione Italiana“)
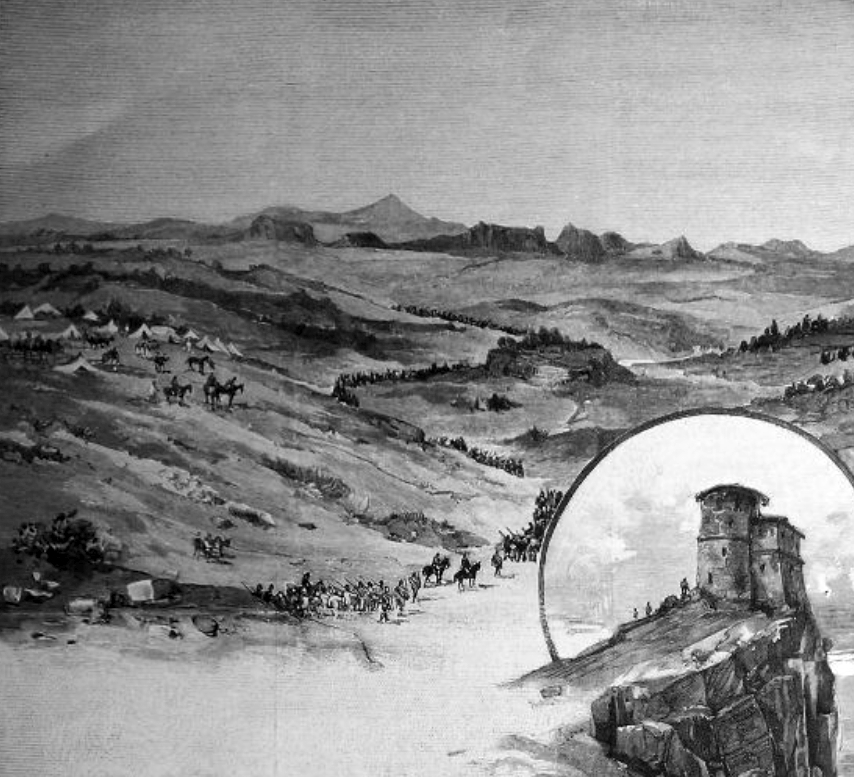
Italienischer Vormarsch auf Mek’ele („L’Illustrazione Italiana“)
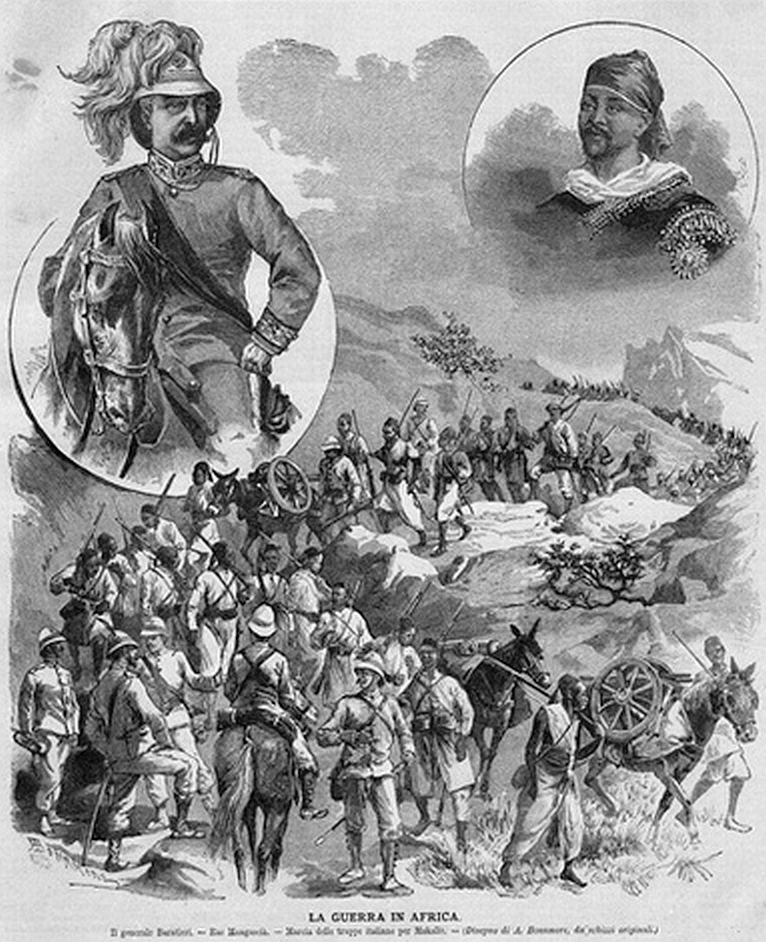
Oreste Baratieri beim Vormarsch auf Mek’ele („Il Secolo Illustrato“)